# Transaminação

Transaminação

A transaminação é uma reação caracterizada pela transferência de um grupo amina de um aminoácido para um cetoácido, para formar um novo aminoácido e um novo ácido α-cetônico. As enzimas são chamadas de transaminases ou de aminotransferases.

## Tipos
Os dois tipos comuns de aminotransferases são alanina aminotransferase (ALT) e aspartato aminotransferase (AST). A maioria usa piridoxil-5-fosfato (PLP), um derivado da vitamina B6(piridoxina), como uma coenzima. Elas estão principalmente dentro das células hepáticas(hepatócitos), mas também podem ser encontradas em coração e rins. Altos níveis dessas enzimas no sangue significa ruptura de alguma dessas células, por exemplo por uma hepatite ou um infarto agudo do miocárdio.

## Reações

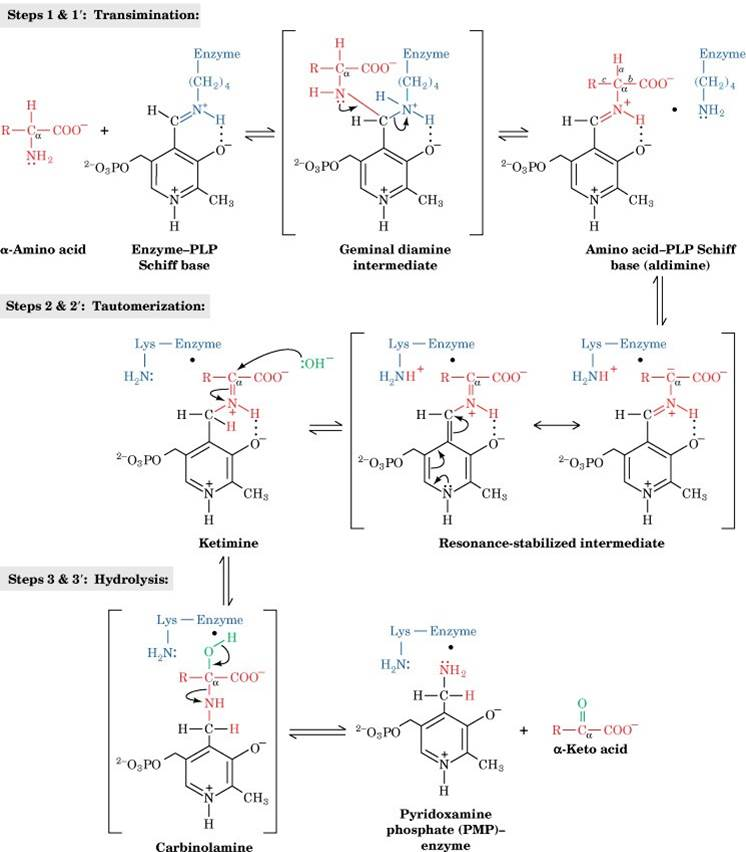
Transaminação, tautomerização e hidrólise

O α-cetoglutarato atua predominantemente como receptor do grupo amino e forma glutamato como o novo aminoácido:
Aminoácido + α-cetoglutarato ↔ α-cetoácido + Glutamato
O grupo amino do glutamato, por sua vez, é transferido para o oxaloacetato em uma segunda reação de transaminação produzindo aspartato:
Glutamato + oxaloacetato ↔ α-cetoglutarato + Aspartato

## Reação em Projeção de Fischer e em Modelo Poligonal
Processo de trasaminação mostrado através de projeções de Fischer pode ser comparado com a representação utilizando o modelo poligonal.

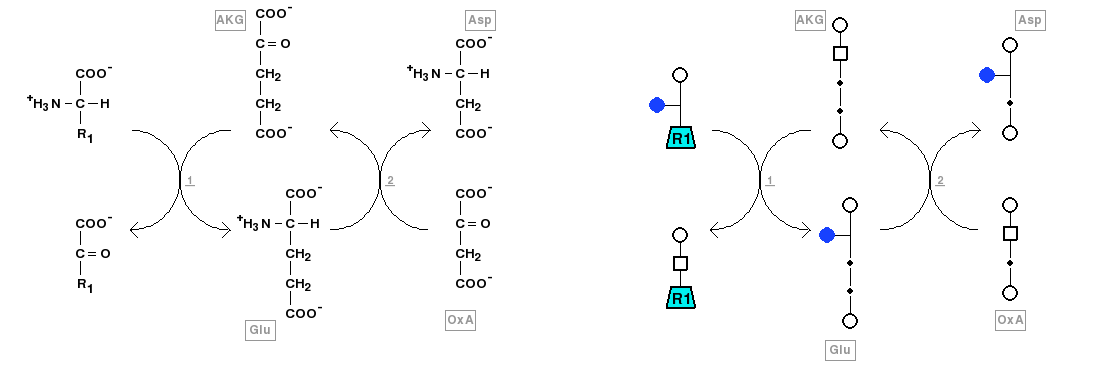
Em mamíferos, o nitrogênio do metabolismo é eliminado predominantemente como ureia no ciclo da ureia. Transaminação é uma importante parte do processo. Projeções de Fischer, à esquerda, e o modelo poligonal, à direita, mostram que diferentes aminoácidos, aqui representados através de um aminoácido com grupo R_{1}, reagem com alfacetoglutarato (AKG), gerando glutamato (Glu) e o correspondente cetoácido. Várias específicas transaminases (1) catalizam tais reações, dependendo do substrato. O alfacetoglutarato é regenerado em uma outra reação de transaminação com oxalacetato (OxA) produzindo aspartato (Asp), reação catalizada por aspartato aminotransferase (2). O grupamento amino do aspartato pode ser dirigido então ao ciclo da ureia. Outro grupamento amino é incorporado ao ciclo da ureia através da desaminação do glutamato.